# Marco Munazio Silla Urbano
Marco Munazio Silla Urbano (latino: Marcus Munatius Sulla Urbanus; fl. 234) è stato un senatore e politico dell'Impero romano.
Nel 234 fu console, avendo come collega Marco Clodio Pupieno Massimo, divenuto in seguito imperatore.
Il nome di Urbano è noto dal 1930, quando venne pubblicato il frammento di un'iscrizione, [SV]LLA VRBANVS; recentemente è stato pubblicato un diploma militare che riporta il nome Marcus Munatius Urbanus; si è dunque ricostruito il nome completo come Marcus Munatius Sulla Urbanus.
Il suo nome permette di collegarlo a Marco Munazio Silla Ceriale, console nel 215, che fu probabilmente suo padre.